# 古尾谷雅人 (2代目)
古尾谷 雅人（2代目）（ふるおや まさと、本名：古尾谷雅、1983年1月7日 - ）は、日本の俳優。
東京都出身。実践学園中学・高等学校卒業。身長178cm・体重68kg。父は先代の古尾谷雅人、母は鹿沼絵里、妹は水野快令。特技はスキューバダイビング・バスケットボール・水泳。
過去、正木ルームに所属して髙藤 疾土（たかとう はやと）の芸名で俳優として活動するも一時引退。2019年の再デビューに際し、父が使っていた芸名を名乗った。古尾谷雅人を名乗った理由として「親父の名前が世間から忘れ去られるのは嫌だ」と語っている。

## 出演

### 映画
- スクールデイズ
- サヨナラCOLOR

### テレビドラマ
- ごくせん 第2シリーズ - 藤波疾土 役
- 家政婦は見た23
- 月曜ミステリー劇場
- ライオン先生
- 太陽と雪のかけら
- すいか

### CM
- NTTドコモ

### 雑誌
- LEE
- 新潮45